# Hexadella racovitzai
Hexadella racovitzai är en svampdjursart som beskrevs av Topsent 1896. Hexadella racovitzai ingår i släktet Hexadella och familjen Ianthellidae. Inga underarter finns listade i Catalogue of Life.